# José Garro
José Garro González (Heredia, 7 giugno 1986) è un calciatore costaricano, difensore del Carmelita.

## Caratteristiche tecniche
Egil Olsen ne elogiò le qualità, definendolo un calciatore dal "buon fisico, bravo con la palla al piede e nel gioco aereo".

## Carriera

### Club

#### Fredrikstad
Garro fu scoperto dai dirigenti della formazione norvegese del Fredrikstad durante il campionato mondiale Under-17, disputato in Finlandia. Il trasferimento fu ratificato il 27 novembre 2003 e l'obiettivo era aggregarlo alla squadra riserve: a causa delle normative FIFA, infatti, un calciatore minorenne ed extracomunitario non poteva giocare nella prima squadra. Diventato maggiorenne, ricevette il permesso di soggiorno e poté lottare per un posto in squadra. Debuttò con questa maglia l'11 maggio 2005, subentrando a Bora Zivkovic nella vittoria per 1-3 sul Gresvik, in una sfida valida per il primo turno dell'edizione stagionale della Coppa di Norvegia. Non giocò, però, alcuna partita in campionato. L'8 settembre 2006, il Fredrikstad annunciò d'aver risolto il contratto che legava Garro al club, a causa del mancato rinnovamento del permesso di soggiorno.

#### Il ritorno in Costa Rica
Successivamente alla separazione dal Fredrikstad, Garro si legò al Pérez Zeledón. Giocò poi nel Puntarenas, prima di accordarsi con l'Universidad de Costa Rica. Nel 2010, si trasferì allo Herediano. Esordì in squadra il 1º agosto, quando fu titolare nella sconfitta per 1-0 sul campo del Barrio México.

## Statistiche

### Presenze e reti nei club
Statistiche aggiornate al 1º gennaio 2016.
| Stagione             | Club                      | Campionato           | Campionato | Campionato | Coppe nazionali | Coppe nazionali | Coppe nazionali | Coppe continentali | Coppe continentali | Coppe continentali | Supercoppe | Supercoppe | Supercoppe | Totale | Totale |
| Stagione             | Club                      | Comp                 | Pres       | Reti       | Comp            | Pres            | Reti            | Comp               | Pres               | Reti               | Comp       | Pres       | Reti       | Pres   | Reti   |
| -------------------- | ------------------------- | -------------------- | ---------- | ---------- | --------------- | --------------- | --------------- | ------------------ | ------------------ | ------------------ | ---------- | ---------- | ---------- | ------ | ------ |
| 2004                 | Fredrikstad               | ES                   | 0          | 0          | CN              | 0               | 0               | -                  | -                  | -                  | -          | -          | -          | 0      | 0      |
| 2005                 | Fredrikstad               | ES                   | 0          | 0          | CN              | 1               | 0               | -                  | -                  | -                  | -          | -          | -          | 1      | 0      |
| gen.-set. 2006       | Fredrikstad               | ES                   | 0          | 0          | CN              | 0               | 0               | -                  | -                  | -                  | -          | -          | -          | 0      | 0      |
| Totale Fredrikstad   | Totale Fredrikstad        | Totale Fredrikstad   | 0          | 0          |                 | 1               | 0               |                    | -                  | -                  |            | -          | -          | 1      | 0      |
| set. 2006-2007       | Pérez Zeledón             | PD                   | ?          | ?          | -               | -               | -               | -                  | -                  | -                  | -          | -          | -          | ?      | ?      |
| 2007-2008            | Pérez Zeledón             | PD                   | ?          | ?          | -               | -               | -               | -                  | -                  | -                  | -          | -          | -          | ?      | ?      |
| 2008-2009            | Puntarenas                | PD                   | ?          | ?          | -               | -               | -               | -                  | -                  | -                  | -          | -          | -          | ?      | ?      |
| 2009-2010            | Universidad de Costa Rica | PD                   | ?          | ?          | -               | -               | -               | -                  | -                  | -                  | -          | -          | -          | ?      | ?      |
| 2010-2011            | Herediano                 | PD                   | 11         | 0          | -               | -               | -               | -                  | -                  | -                  | -          | -          | -          | ?      | ?      |
| 2011-2012            | Herediano                 | PD                   | 22         | 0          | -               | -               | -               | CCL                | 0                  | 0                  | -          | -          | -          | 22     | 0      |
| 2012-2013            | Herediano                 | PD                   | 35         | 1          | -               | -               | -               | CCL                | 3                  | 0                  | -          | -          | -          | 38     | 1      |
| 2013-gen. 2014       | Herediano                 | PD                   | 3          | 1          | -               | -               | -               | CCL                | 1                  | 0                  | -          | -          | -          | 4      | 1      |
| gen.-giu. 2014       | Pérez Zeledón             | PD                   | 9          | 1          | -               | -               | -               | -                  | -                  | -                  | -          | -          | -          | 9      | 1      |
| 2014-gen. 2015       | Herediano                 | PD                   | 2          | 0          | -               | -               | -               | -                  | -                  | -                  | -          | -          | -          | 2      | 0      |
| Totale Herediano     | Totale Herediano          | Totale Herediano     | 71         | 2          |                 | -               | -               |                    | 4                  | 0                  |            | -          | -          | 75     | 2      |
| gen.-giu. 2015       | Pérez Zeledón             | PD                   | 15         | 3          | -               | -               | -               | -                  | -                  | -                  | -          | -          | -          | 15     | 3      |
| 2015-gen. 2016       | Pérez Zeledón             | PD                   | 20         | 2          | -               | -               | -               | -                  | -                  | -                  | -          | -          | -          | 20     | 2      |
| Totale Pérez Zeledón | Totale Pérez Zeledón      | Totale Pérez Zeledón | ?          | ?          |                 | -               | -               |                    | -                  | -                  |            | -          | -          | ?      | ?      |
| gen.-giu. 2016       | Santos de Guápiles        | PD                   | 0          | 0          | -               | -               | -               | -                  | -                  | -                  | -          | -          | -          | 0      | 0      |
| Totale               | Totale                    | Totale               | ?          | ?          |                 | 1               | 0               |                    | 3                  | 0                  |            | -          | -          | ?      | ?      |